# 溫水洋一
溫水洋一（1964年6月19日—）是日本宫崎县出身的男演員。

## 簡介
父親是日本自衛隊軍人。初中時代，有個“海法師”（一種日本妖怪）的外號。宮崎縣立都城西高中畢業，日本福祉大學畢業。與永瀨正敏是同一所高中。永瀨正敏晚兩屆。高三時，溫水洋一單戀的女同學說了一句“你難道不適合演戲嗎？”於是溫水洋一加入了高中的演劇部。
2007年，在高中同學聚會的時候，倆人再次相會，那位女同學已經忘了自己說過那句話，也忘了曾勸溫水洋一往演戲方面發展的事。1988年，加入大人計畫劇團，1994年退團。在大人計畫劇團時，與松尾鱸魚搭檔，組成“鼻與小箱”組合。
1997年，與通過劇團認識的小4歲的現在的夫人結婚。直到32歲，還一直在兼職打零工，就在這種赤貧的情況下結的婚。1998年，和安齋肇、村松利史等人一起創立“ONE,TWO,THREE事務所”。
作為“個性派”演員出演了眾多的舞台劇、電視劇，也在綜藝節目中活躍。
似乎是個吸煙者，現在是否戒菸則不清楚。

## 影視作品

### 電視劇
- 越過天城……（1998年）
- 大搜查線-秋季犯罪撲滅特別篇……（1998年）
- 救命病棟24小時……（1999年）(客串)
- ケイゾク……（1999年）
- 離天國最近的男人……（1999年）(客串)
- 魔女的條件……（1999年）
- 彼女たちの時代……（1999年）
- 電子情謎……（2000年）
- 不平凡的勇氣……（2000年）
- 百年の物語……（2000年）
- 世界奇妙物語 2000年秋季特別篇……（2000年）
- 女子アナ……（2001年）
- 八卦大作戰 A:面子,B:計程車司機,C:2人的對話……（2001年）
- 新娘三顆星……（2001年）佐佐木幸夫
- 世界で一番熱い夏……（2001年）
- 世界奇妙物語2007年春季特別篇……（2002年）
- 甜蜜婚禮俏佳人……（2002年）
- 馬屁精之男……（2002年）(客串)
- かまいたちの夜……（2002年）
- 明智小五郎對怪人二十面相……（2002年）本田刑事
- 心理醫生恭介……（2002年）(客串)
- 刑事一郎……（2003年）妻西仁藏
- 笑顏的法則……（2003年）(客串)
- 我的魔法老婆……（2003年）
- 獨身3……（2003年）金子部長
- 熱血校園……（2003年）猿渡誠
- 烈火男兒……（2004年）萬丈博士
- 富豪刑事……（2005年）(客串)
- SLOW DANCE……（2005年）一坂進
- 電車男もう一つの最終回スペシャル……（2005年）
- 電車男……（2005年）一坂進
- 辣妹掌門人……（2006年）會川勇作
- 吾輩是主婦……（2006年）小暮
- 峰女與壁女……（2007年）葛沼忠
- 演歌女王……（2007年）溫水啟司
- 春浪漫……（2007年）(客串)
- 法律最前線SP……（2007年）麻小太郎
- 人生補時 ……（2008年）尾元永蔵
- 古畑中學生……（2008年）小野田
- 怪獸家長……（2008年）小山和明
- 禿子……（2008年）藪田秀彥
- BOSS……（2009年）山村啟輔
- 烏龍派出所……（2009年）(第七話客串)
- W的悲劇春生的上司……（2010年）
- 完美小姐進化論……（2010年）(第四話客串)
- 月之戀人……（2010年）時田良三
- GM~跳舞的醫生……（2010年）（第九話客串）
- 靈能力者 小田霧響子的謊言……（2010年）（第六話客串）
- 推理要在晚餐後……（2010年）（第三話客串）
- 爺爺25歲……（2010年）照相機店員
- 赤い指（紅手指）～「新參者」……（2011年）加賀的同事
- 遺恨明治十三年最後的複仇……（2011年）大木
- 橫山秀夫懸疑四部曲2……（2011年）山田係長
- BOSS2……（2011年）山村啟輔
- 一定要幸福……（2011年）（第五話客串）
- 森林中的牽牛花……（2011年）世古利一
- 平清盛……（2012年）佐伯景弘
- 倒數第二次戀愛……（2012年）(客串)
- 放學後再推理……（2012年）(客串：門倉俊之)
- 浪花少年偵探團……（2012年）原田昌夫
- 黑的十人之黑木瞳 ……（2012年）
- Reset……（2012年）政志
- 一人靜……（2012年）
- 勇者義彥和惡靈之鑰……（2012年）幽靈首領

### 電影
- 海邊旅館／シーサイドモーテル……（2010年）ペペ(謎の男)
- 青春恐怖箱／NECK ネック……（2010年）岡田
- 櫻田門外之變／桜田門外ノ変……（2010年）与一
- 新‧第六感生死戀／Ghost……（2010年）救急車内で死亡した男性
- 妞出招／高校デビュー……（2011年）臼井先生、ヌク公俏
- Avatar／アバター……（2011年）東別府光太郎
- FLY!……（2011年）「リサイクルショップ河童」店長・富田
- 幸福三丁目完結篇／ALWAYS 三丁目の夕日`64……（2012年）自転車屋・吉田
- 星星守護犬／星守る犬……（2012年）リサイクルショ
- 小森林–夏・秋篇……（2014年）重幸
- 小森林–冬・春篇……（2015年）重幸
- 斜陽……（2019年）上原
- 山形尖叫／山形スクリーム……（2019年）温水洋一

### 配音
- 哆啦A夢：大雄與人魚大海戰……（2010年）

## 舞台劇
- 1988-1994年：劇団大人計画の旗揚げ公演から退団までの本公演に出演
- ふくすけ（1991年）
- 人生の意味 三 真の愉しみ（1991年）
- 市ヶ尾の坂（1992年）
- ヒネミ（1992年）
- 知覚の庭（1995年）
- 狂っても大好き（1995年）
- スチャダラ2010（1996年）
- -なんだかわからない場所を目指して-きちゃった（1997年）
- 花咲く家の物語（1997年）
- 14歳の国（1998年）
- 砂に沈む月（1999年）
- 七人ぐらいの兵士（2000年）
- O.N アベックホームラン（2000年）
- 友情しごき教室（2001年）
- ノーアート・ノーライフ（2001年、2011年）
- 彦馬がゆく（2002年）
- 雨が来る（2002年）
- オケピ!（2003年）
- 奇人たちの晩餐会（2003年）
- JOKER（2004年）
- バナナがすきな人（2004年）
- 頭ビョンこころの銃（2004年）
- O.N.アベックホームラン3 頭ピョンこころの銃（2004年）
- 砂の上の植物群（2005年）
- デモクラシー（2005年）
- 12人の優しい日本人（2005年 - 2006年）
- 小鹿物語（2006年）
- O.N.アベックホームラン3 BEST（2006年）
- メルシィ!僕ぅ?（2007年）
- O.N.アベックホームラン4 セプテンバーホール〜9月の散らかった穴〜（2007年）
- ワルシャワの鼻（2009年）
- O.N.アベックホームラン5 1000（2009年）
- O.N.アベックホームラン6 BOX（2011年）
- PRESS 〜プレス〜（2012年）
- ウサニ（2012年）

## 外部連結
- 所屬經紀公司的官方網頁 （页面存档备份，存于）
- 毎日ツイッタードラマ「ぬことぬっくん」的X（前Twitter）